# Leopold Godowsky
Leopold Godowsky (Sozły, 13 de fevereiro de 1870 — Nova Iorque, 21 de novembro de 1938) foi um pianista e compositor polaco naturalizado estadunidense desde 1891. Foi diretor da classe de piano do Conservatório de Chicago e a partir de 1909, diretor da Escola de Piano da Academia Imperial de Música de Viena.